# Enigma
 For alternative betydninger, se Enigma (flertydig). (Se også artikler, som begynder med Enigma)
Enigma var en elektromekanisk chiffermaskine, som i stort omfang blev brugt af de fleste tyske militærstyrker til både kryptering og dekryptering af meddelelser. Den var let anvendelig, og koden blev anset for at være umulig at knække, hvilket var hovedårsagen til dens udbredelse. Koden blev imidlertid løst, og fortolkning af de informationer, som kodemeddelelserne indeholdt, antages at have medvirket til at afslutte 2. verdenskrig tidligere, end det ellers ville være sket. Et eksemplar af Enigma (4-hjulet) er udstillet i Skanderborg Bunkerne i Skanderborg Dyrehave. 
På Bornholms Forsvarsmuseum udstilles der en 3-hjuls Enigma 
På Bletchley Park blev Enigma (3-hjulet) koden løst. 
Winston Churchill advarede mod at benytte dekrypteringen ukritisk for at undgå at kendskabet til koden blev afsløret.
Da tyskerne havde mistanke om at englænderne kunne læse koderne, blev en ny Enigma (4-hjulet) udviklet. At englænderne kendte koderne var en hemmelighed helt til 1960'erne. 
Den engelske kodemaskine Typex og flere amerikanske, f.eks. SIGABA eller M-134-C lignede principielt Enigma, men var meget mere sikre.

## Historie
Enigma blev udviklet af Arthur Scherbius i forskellige versioner helt tilbage fra 1919. Han grundlagde et firma i Berlin med henblik på at fremstille maskinen, og de første kommercielle versioner kom på markedet i 1923. Adskillige eksemplarer blev købt af den tyske marine i 1926, hæren tog maskinen i brug i 1929, og den blev nu brugt af praktisk talt alle tyske militære organisationer og store dele af nazi-hierarkiet. I den tyske marine blev den kaldt "M"-maskinen. 
Forskellige versioner af Enigma blev brugt til tysk (og de fleste europæiske aksemagters) radio- og telegrafkommunikation igennem krigen, og selv vejrudsigter blev krypteret med en Enigma-maskine. Både spanierne (under borgerkrigen) og italienerne (under 2. verdenskrig) siges at have brugt den kommercielle udgave uændret til militære formål. Det var uklogt, for englænderne (og sandsynligvis andre) havde haft succes med at bryde den basale kommercielle udgave.

## Anvendelse
Enigma-maskinen var elektromekanisk; den brugte en kombination af elektriske og mekaniske dele. Det mekaniske bestod primært af et skrivemaskinelignende tastatur, som aktiverede elektriske kontakter såvel som en gearmekanisme. Den elektriske del bestod af et batteri, som var forbundet gennem tasterne til lamper. Når en tast blev aktiveret på tastaturet, blev en af lamperne tændt.
Hjertet af grundudgaven var mekanisk og bestod af flere forbundne kodehjul. Kodehjulene bestod af flade skiver med 26 kontakter på hver side anbragt cirkulært mod kanten af skiven. Hver kontakt på den ene side af skiven var forbundet med en anden kontakt på den anden side. For eksempel var en bestemt skives første kontakt forbundet til kontakt 14 på den anden side og den anden til kontakt 22 på den anden side og så videre. Alle skiverne, som blev leveret med en Enigma, var forbundet forskelligt, og de tyske militær/parti-modeller brugte andre forbindelser mellem kontakterne end de kommercielle modeller. 
Inden i maskinen var der tre "sprækker" (i de fleste varianter) i hvilke skiverne kunne placeres. Skiverne blev anbragt i "stakke" i disse sprækker, så kontakterne på "output" siden af en skive var i kontakt med "input" kontakterne på den næste. Den tredje skive var forbundet med en reflektor (unikt for Enigma-familien blandt de forskellige skive-maskiner, der blev designet i perioden) som havde faste ledninger der fødte output fra den tredje skive tilbage til andre kontakter på den tredje skive, og derfra tilbage til den første skive, men ad en anden rute.
Når en tast blev anslået på tastaturet, blev strømmen fra batteriet, der gik til det skrevne bogstav, tilledt bogstavets position på den første skive. Derfra ville den via skivens ledningssystem gå til en anden plads på skivens anden side. Derfra ville den gå over på den næste skive til endnu en ny plads, fordi denne skive måske var drejet. Derfra ville strømmen gå til den anden side af skive 2 og så videre. Når strømmen havde bevæget sig igennem skivesystemet og tilbage, ville et andet bogstav end det skrevne lyse op i lamperækkerne – og således erstatte et bogstav med et andet. Det svarer til princippet i alle substitutions-chiffer-systemer. 
Fordi skiverne ændrede stilling ved hvert anslag på tastaturet, ville det samme bogstav få en ny værdi, når det blev skrevet næste gang. Når 26 bogstaver var blevet anslået, blev skiven i den næste sprække drejet af et tandhjul. Substitutionsalfabetet skiftede således med ethvert ukodet bogstav. 
Endnu bedre var det, at på grund af den "tilfældige" ledningsføring på skiverne, varierede den nøjagtige rækkefølge af disse substitueringsalfabeter afhængigt af deres udgangsposition, deres rækkefølge og hvilke skiver, der var installeret i maskinen. Disse indstillinger kaldtes udgangsindstillingerne og blev distribueret i bøger en gang månedligt til at begynde med. 
Maskinen var symmetrisk sådan at forstå, at dechifreringen foregik på samme måde som krypteringen: den krypterede tekst og sekvensen af de oplyste lamper svarede til klarteksten. Det virkede imidlertid kun, hvis den dechifrerende maskine var konfigureret på samme måde som den krypterende (skivesekvens, ledningernes placering, ringindstillinger og udgangsindstillinger); disse skiftede med jævne mellemrum (først månedligt, senere ugentligt, efterhånden dagligt og i visse tilfælde endnu oftere nær krigens afslutning) og blev specificeret i nøgleskemaer, som blev distribueret til enigmabrugerne.

## Britisk brug af afkodede meddelelser
For at sikre sig mod opdagelse, blev udtrykket "fortrolig kilde" ofte brugt over for de officerer der skulle håndtere de operationer som blev iværksat på basis af informationer tilgået fra dekrypteringen. Ofte fik operative officerer blot en ordre om at være patruljemæssigt tilstede, så afsløring af fjenden altid virkede som om det beroede på en "tilfældighed". Selv de af tyskerne tilfangetagne officerer kunne ved forhør ikke give andet indtryk.
Ved få tilfælde vovede englænderne lidt mere på grund af vigtigheden. Alle olieafskibninger fra Italien til det tyske Afrikakorps blev massivt nedkæmpet alene på basis af afkodede meddelelser. Senere opfattede englænderne de seks af tyskerne specialfremstillede forsyningsubåde (Type XIV - Milchkühe) så strategisk vigtige at nedkæmpe, at de satte alt over styr for at få dem sænket. Angiveligt fordi englænderne allerede sænkede mange tyske ubåde, fik tyskerne ikke mistanke om at tabet af disse ubåde var andet end sædvanligt "sort uheld".
Englænderne vovede en enkelt gang at orientere en russisk agent om det forestående tyske angreb ved Kursk.

## Basal Dekryptering
Cifre kan behandles på adskillige måder, og ved udbruddet af første verdenskrig var de fleste kodebrydende afdelinger så gode, at de fleste koder kunne brydes. På den anden side afhang de fleste af teknikkerne af adgang til tilstrækkelige mængder tekster, der var krypteret med en bestemt nøgle, ud fra hvilke mønstre kunne bestemmes med megen statistik og hårdt arbejde. 
I den frekvens-analytiske teknik tælles bogstaver og bogstavmønstre. Da visse bogstaver optræder meget hyppigere end andre, vil optællingerne sædvanligvis afsløre information om sandsynlige substitutioner i koden. Kodebryderne ser efter vigtige bogstaver og kombinationer. På engelsk er E, T, A, O, I, N og S lette at identificere såvel som NG, ST og andre lignende kombinationer. Når de første bogstaver er fundet, er budskabet delvist dechifreret, og det afslører flere informationer om andre sandsynlige substitutioner. 
Simpel frekvensanalyse beror på, at et givet bogstav altid erstatter et andet i koden: hvis det ikke er tilfældet, bliver situationen mere indviklet. I mange år forsøgte kryptograferne at skjule frekvenserne ved at bruge flere forskellige substitutioner for de almindelige bogstaver, men denne metode er ude af stand til helt at skjule mønstre i substitutioner for almindelige bogstaver. Sådanne koder blev brudt allerede i 1500-tallet. 
En metode til at vanskeliggøre frekvensanalyse er at bruge forskellige erstatninger for hvert eneste bogstav og ikke bare de almindeligste. Dette vil normalt være en meget tidskrævende proces, som kræver, at parterne udveksler deres substitutionsmønstre, før de sender kodede meddelelser til hinanden. I 1400-tallet blev en ny teknik opfundet, som nu kendes som polyalfabetisk kode, og som giver en simpel teknik til at fremstille en myriade af substitutionsmønstre. De to parter skulle udveksle en "nøgle" og derefter følge en simpel teknik, som fremstillede mange substitutionsalfabeter, og dermed mange forskellige substitutioner for hvert af meddelelsens bogstaver. 
Det tog flere hundrede år at bryde disse koder med sikkerhed; de ny teknikker beroede på statistik (koincidens tælling for eksempel) for at kunne bestemme, hvilken nøgle der var brugt til krypteringen af et budskab. Disse teknikker blev brugt til at finde repeterende mønstre i kodeteksten, hvilket kunne give en ide om, hvor lang nøglen var. Når længden af nøglen er kendt, bliver kodebudskabet i realiteten en serie budskaber, som hver har en længde, der er lig med nøglens længde, og nu anvendes normal frekvensanalyse. Babbage, Kaisiski, og Friedman har gjort mest for at udvikle disse teknikker. 
Kodebrugerne fik ikke alene at vide, at de skulle bruge en forskellig substitution for hvert bogstav, men også at de skulle bruge meget lange nøgler, således at begge ovennævnte løsningsmetoder ville mislykkes (eller i det mindste blive langt sværere). Men det er et vanskeligt arrangement; en meget lang nøgle varer lang tid at udveksle, og risikoen for fejltagelser bliver større. Den ultimative kode af denne type ville være en, hvor en meget lang nøgle kunne genereres fra et simpelt mønster, således at der blev dannet en kode med så mange substitutionsalfabeter, at frekvenstælling og statistiske angreb på koden ville være praktisk umulige. 
Enigmas brug af multiple skiver medførte en simpel metode til at bestemme hvilket substitutionsalfabet, der skulle bruges til en vilkårlig klartekst ved kryptering, og hvilket tilsvarende bogstav der anvendtes ved dekryptering. På den måde var Enigma lig de polyalfabetiske krypteringer. På den anden side havde Enigma ulig det polyalfabetiske system ingen iøjnefaldende nøglelængde, idet skiverne genererede et nyt substitutionsalfabet, hver gang en tast blev aktiveret, og hele sekvensen af substitutionsalfabeter kunne ændres ved at rotere en eller flere af skiverne, ændre rækkefølgen af dem osv. før en ny kryptering. Enigma havde et bibliotek på 26 x 26 x 26 = 17576 substitutionsalfabeter for en given kombination og rækkefølge af skiver. Herudover var rækkefølgen af alfabeter forskellig, hvis skiverne startede i position ABC, frem for i rækkefølgen ACB. Hvis længden af budskabet ikke var længere end 17576 anslag, ville der ikke være nogen gentagelse af noget substitutionsalfabet. Og alligevel kunne denne nøgle uden besvær kommunikeres til en anden bruger efter ganske få oplysninger: skivenummer, skiverækkefølge, ringposition, og udgangsposition.

## Kodningsmetodologi
En kodebryder kunne selvfølgelig, hvis han havde adgang til indstillingerne, sætte sin Enigmamaskine på samme indstilling og afkode budskabet. Der kunne sendes kodebøger med indstillinger , men de kunne opsnappes. I stedet opfandt tyskerne et snedigt system, der kombinerede de to muligheder.[kilde mangler]
I begyndelsen fik Enigmaoperatørerne en ny bog hver måned som indeholdt udgangsindstillingerne til maskinen.[kilde mangler] For eksempel kunne indstillingerne på en bestemt dag være: skive 7 i revne 1, nr 4 i revne 2, og 6 i 3. De roteres derefter, således at revne 1 står ved bogstavet X, revne 2 ved J og 3 ved A. Fordi skiverne kan flyttes rundt, giver det med tre skiver i tre revner yderligere 3 x 2 x 1 = 6 kombinationer. Det svarer til i alt 105456 mulige alfabeter.[kilde mangler] Der var også en ringindstilling for hver skive, som tilførte endnu flere variationer.[kilde mangler]
Når det var gjort, kunne operatøren vælge en anden indstilling for skiverne, men kun for rotationen af dem.[kilde mangler] En bestemt operatør kunne vælge ABC, og det ville være tekstindstillingen for den pågældende kodningssession.[kilde mangler] Derefter blev budskabsindstillingen sat på maskinen, som stadig var i udgangsindstillingen, og for at være på den sikre side blev det skrevet to gange. Resultatet blev derefter krypteret således at ABC skrevet to gange kunne blive for eksempel XHTLOA.[kilde mangler] Operatøren roterede derefter sine skiver om i budskabsindstillingen ABC. Resten af meddelelsen blev derefter krypteret og udsendt over radioen.[kilde mangler]
I den modsatte ende reverteres operationen. Operatøren sætter maskinen i udgangsindstillingen og skriver de første seks bogstaver af meddelelsen. Ved at gøre det kan han se ABCABC lyse op på maskinen. Derefter drejer han skiverne til ABC og skriver resten af det krypterede budskab ind og dekrypterer det.
Det var et fremragende system, fordi krypteringsanalyse grundlæggende afhænger af frekvenstælling.[kilde mangler] Selv mængder af meddelelser med seks bogstaver fra grundindstillingen ville være tilfældige.[kilde mangler] Mens et angreb på selve koden burde være mulig, ville hvert eneste budskab bruge en forskellig kodenøgle, hvilket i praksis ville gøre frekvenstælling ubrugelig.[kilde mangler] Med moderne computere kunne alt have været anderledes, men med papir og blyant...[kilde mangler]
Enigma var meget sikker. Faktisk så sikker, at tyskerne stolede blindt på den.[kilde mangler] Enigmakrypteret trafik omfattede alt fra planer og taktik fra højeste niveau til trivialiteter, såsom vejrudsigter og endog fødselsdagsgratulationer.

## Enigmakoden brydes
Indsatsen, som medførte at den tyske kode blev brudt, blev påbegyndt i 1929, da polakkerne opsnappede en Enigma-maskine, der var blevet afsendt fra Berlin og ved en fejl ikke sendt som diplomatisk post.[kilde mangler] Det var ikke den militære version af maskinen,[kilde mangler] men det antydede, at tyskerne måske ville anvende Enigma fremover.[kilde mangler] Da det tyske militær begyndte at bruge modificerede Enigma-maskiner få år senere, forsøgte polakkerne at bryde systemet med at finde skivernes ledningsføring i militærversionen og med at finde en metode til at gendanne indstillingerne for bestemte meddelelser. 
En ung polsk matematiker Marian Rejewski udførte i samarbejde med Jerzy Rozycki og Henryk Zygalski et af de mest betydningsfulde gennembrud i kryptoanalysens historie ved at bruge grundlæggende matematiske og statistiske metoder. Rejewski bemærkede et mønster, som skulle vise sig at være af afgørende betydning: når budskabskoden blev gentaget i begyndelsen af meddelelsen, kunne han gætte sig frem til skivens ledningsføring ud fra den måde, de ændrede sig på, og ikke fra selve bogstaverne.[kilde mangler]
Lad os sige, at en operatør valgte QRS som meddelelsesindstilling. Han ville så indstille maskinen på den dags grundindstilling og derefter skrive QRSQRS. Det ville komme ud som JXDRFT. Det ser fuldstændig intetsigende ud, men det som Rejewski udnyttede var, at skiven havde flyttet sig tre positioner mellem de to sæt af QRS – vi ved at J og R er de samme bogstaver, og at det samme gælder for XF og DT. Vi ved ikke hvilke bogstaver, de står for, men det bekymrer os ikke, for mens der er et enormt antal skiveindstillinger, er der kun et lille antal skiver, hvor J ændres til R, X til F og D til T. Rejewski kaldte disse mønstre for kæder.[kilde mangler]
At finde de rette kæder ud fra 105456 muligheder var en formidabel opgave. Polakkerne udviklede et antal metoder til hjælp. En af teknikkerne brugte gennemsigtige strimler for hver skive, som kunne vise, hvilke bogstaver der kunne sammenkædes, og hvor de bogstaver, som ikke kunne kædes, blev mørklagt. De tog så strimlerne og lagde dem hen over hinanden, så de kunne se, hvor strimlerne var gennemsigtige hele vejen igennem, så bogstaverne kunne ses.[kilde mangler] Englænderne havde udviklet en lignende teknik, som de forsøgte at knække den militære Enigmakode med, men det slog fejl.[kilde mangler]
Nogle tusinde muligheder er selvfølgelig et større arbejde. Som hjælp til dette arbejde, byggede polakkerne flere parallelle enigmamaskiner, som de kaldte "bomba kryptologiczna" (kryptologisk bombe). (Navnet stammer enten fra en isdessert eller fra den tikkende lyd maskinen gav, mens den arbejdede sig gennem de mulige kombinationer; franskmændene ændrede navnet til 'bombe' og englænderne til 'bomb').[kilde mangler] De mulige skivesæt blev sat i maskinen, og derefter blev alle indstillingerne afprøvet med en tekst på en gang. Det reducerede mulighederne til hundreder, og det lader sig afprøve med håndkraft.[kilde mangler]
Polakkerne var i stand til at bestemme de skivers ledningsføring, som blev brugt af det tyske militær, og var ved at bruge dem, i stand til at afkode en stor del af den tyske hærs kodetrafik i størsteparten af 1930'erne. De modtog nogen assistance fra Frankrig, som havde en agent (Hans Thilo-Schmidt med kodenavnet Asch) i Berlin. Han havde adgang til Enigma kodeskemaerne, manualer osv.[kilde mangler] Rejewskis kryptoanalytiske gennembrud var på den anden side ikke afhængigt af disse informationer; han fik intet at vide om den franske agent eller dennes materiale.[kilde mangler]
Nogle kilder påstår (uden megen støtte fra deltagernes optegnelser), at en polsk mekaniker, som arbejdede i en tysk fabrik, der producerede Enigma, i 1938 tog notater vedrørende komponenterne, før han blev udvist til sit hjemland, og at han med hjælp fra de engelske og franske hemmelige tjenester konstruerede en træmodel af maskinen. Der findes også en historie om, at den polske modstandsbevægelse foretog et overfald på et tysk militærkøretøj, der transporterede en Enigmamaskine... Ingen af disse tilfælde ville have medført kendskab til grundindstillingerne og endnu mindre til operatørernes individuelle beskedindstillinger.[kilde mangler]
Den tyske hær øgede sine Enigmamaskiners kompleksitet i 1939.[kilde mangler] Hvor der før kun var brugt tre skiver, som flyttede fra revne til revne, øgedes antallet til fem skiver. Hærens operatører holdt også op med at sende deres individuelle beskedindstillinger dobbelt, hvilket eliminerede den oprindelige metode til af aflure koden.[kilde mangler]
Polakkerne indså, at en invasion fra Tyskland var nært forestående. De besluttede sig i midten af 1939 til at dele deres arbejde og sendte nogle af deres reserveenigmaer til franskmændene og englænderne sammen med oplysninger om Rejewskis gennembrud og oplysninger om andre teknikker. Informationerne blev sendt til Frankrig i diplomatbagage; englændernes andel gik videre til Bletchley Park. Indtil da havde tyske militærenigmaer modstået ethvert fransk og engelsk angreb, og de stod overfor den skræmmende mulighed, at tysk kommunikation ville forblive lukket land under hele den krig, som truede. Under den tyske besættelse af Polen forlod næsten alle medlemmer af den polske kryptografiske afdeling landet, og de fleste endte i Frankrig, hvor de samarbejdede med franske kryptografer om at afkode tyske transmissioner. Dette samarbejde stod på til Frankrigs fald (og endog nogen tid derefter). Det lykkedes for nogle af de franske og polske kryptografer at flygte til England; ingen af dem blev brugt til hjælpe de engelske kryptoanalytikere i deres arbejde mod de tyske Enigmanetværk. Da Rejewski kort før sin død erfarede om arbejdet, der var udført på Bletchley Park og om dets betydning for at vinde krigen, var han forbløffet.[kilde mangler]

## Ultra
Med den massive polske assistance begyndte englænderne selv at arbejde med tysk Enigma kommunikation. Tidligt i 1939 installerede det engelske secret service sin "Code and Cypher School" på Bletchley Park 80 km nord for London, med det formål at knække de tyske Enigmakoder.[kilde mangler] De oprettede  et stort opsnapningsnetværk som skulle indsamle den krypterede trafik til kodebryderne på Bletchley. Med tiden opstod også en stor organisation, som kontrollerede distributionen af den oplyste hemmelige information. Strenge regler blev sat i værk for at begrænse antallet af personer, som kendte til eksistensen af information fra Ultra, og for at sikre, at ingen handlinger ville give Aksemagterne mistanke om, at de Allierede kendte deres planer.[kilde mangler]
På Bletchley Park overvandt engelske matematikere, kryptografer, skak- og bridgespillere samt kryds og tværs fanatikere de problemer, de tyske Enigmavarianter stillede dem over for, og de fandt metoder til at knække dem.[kilde mangler] Blandt dem var Alan Turing. De informationer, de skaffede, blev med tiden kaldt Ultra. De engelske metoder lignede de oprindelige polske, men byggede på andre detaljer, fordi den tyske hær havde ændret praksis (flere skiver etc), således at de polske principper ikke virkede uden modifikationer. Desuden havde den tyske flåde altid haft en mere sikker praksis, ingen havde afkodet noget af dens trafik.[kilde mangler]
En ny metode afhang af, at reflektoren (en patenteret egenskab ved Enigmamaskinen) garanterede for, at intet bogstav kunne kodes som sig selv,[kilde mangler] således at et A aldrig kunne blive kodet som A. En anden teknik byggede på forskellige almindelig tyske fraser såsom "Heil Hitler" eller "svar udbedes", som ville være sandsynlige at finde i en klartekst.[kilde mangler] Vellykkede gæt på klarteksten blev benævnt "krybber" på Bletchley. Med et sandsynligt klartekstfragment og kendskabet til, at intet bogstav kunne kodes som sig selv, var det ikke ualmindeligt, at en kodet tekst kunne identificeres. Det giver så et meget godt vink om hvilke indstillinger, der er brugt til teksten.[kilde mangler] På samme måde var polakkerne før krigen kommet frem til budskabsindstillingerne.[kilde mangler]
Tyske operatører var i visse tilfælde en stor hjælp for kodeknækkerne. På et tidspunkt blev en operatør bedt om at sende et testbudskab, han trykkede på T-tasten gentagne gange og sendte budskabet. Den engelske analytiker som modtog en lang meddelelse uden et eneste T forstod umiddelbart, hvad der var sket.[kilde mangler] I andre tilfælde brugte Enigmaoperatørerne konstant de samme indstillinger til meddelelserne uden at ændre dem, det var hyppigt deres egne initialer eller deres veninders. Analytikerne blev sat til at finde sådanne tekster i mylderet af trafik, der blev opsnappet hver eneste dag, således at de på Bletchley ved at anvende den oprindelige polske teknik ledte efter dagens grundindstillinger. Andre tyske operatører brugte "formularer" til daglige rapporter, specielt vejrudsigter, så den samme "krybbe" kunne tages i brug hver dag.[kilde mangler]
Fra begyndelsen var den tyske marines Enigmaversion mere kompliceret, idet den anvendte en større variation af skiver end hærens og luftvåbnets, såvel som flere forskellige anvendelsesmetoder, som gjorde dem meget sikrere end andre Enigmavarianter.[kilde mangler] Englænderne havde ikke den mindste ide om grundindstillingerne til disse maskiner, og de havde meget få sandsynlige klartekstmeddelelser, der kunne bruges.[kilde mangler] Andre og langt mere direkte metoder var nødvendige for at bryde dette system, og med de tyske ubåde, der opererede i Atlanterhavet, var en mere direkte tilgang til problemet nærliggende.[kilde mangler]
Den 7. maj 1941 erobrede engelske kommandosoldater et tysk vejrskib sammen med dets krypteringsudstyr og koder, og to dage senere kaprede de ubåden U-110 med dens Enigmamaskine, kodebog, operationsmanual og andre informationer, der satte dem i stand til at bryde koderne indtil slutningen af juni.[kilde mangler] Ud over U-110 erobrede de Enigmamaskiner eller indstillingsbøger fra i alt syv ubåde (som U-505 (1944), og U-559 (1942))[kilde mangler] og otte tyske overfladeskibe,[kilde mangler] såvel som fra vejrskibe, ombyggede trawlere og andre skibe.[kilde mangler] Adskillige andre fantasifulde metoder blev udtænkt inklusive Ian Flemings forslag om at "styrte ned" med erobrede tyske bombefly i havet nær tyske skibe, med det formål at blive "reddet" af besætningerne, som så skulle tages til fange af kommandosoldater gemt i flyene. 
I andre tilfælde tvang de allierede tyskerne til at forsyne dem med "krybber". For at gøre dette kunne de allierede udlægge miner (eller andre aktioner), derefter lyttede man til de meddelelser der blev afsendt. Så vidste man, at ordet "Minen" ville forekomme i nogle af dem. Denne teknik blev kaldt gardening (havearbejde).[kilde mangler]
Hvis tyskerne på et tidspunkt havde udskiftet hver eneste skive på et og samme tidspunkt, er det muligt, at englænderne aldrig ville have kunnet bryde koden.[kilde mangler] På den anden side blev det aldrig udført, både på grund af omkostningerne og vanskeligheden ved at få så mange nye skiver udleveret til skibe og enheder. I stedet tilføjede tyskerne med mellemrum nye skiver til de eksisterende, hvorved det hele tiden var muligt at afkode indstillingerne efter kort tid. 
Selv disse korte perioder havde dramatisk indvirkning på krigen. På kurver over mængden af koder, der var dechifreret om britiske flådetab pr måned, var det tydeligt at se, at tabene steg når Enigmakoden 'gik i sort'. Men i 1943 var der afkodet så meget trafik, at kodebryderne havde en glimrende forståelse for de budskaber, som kom til forskellige tider og fra forskellige kilder.[kilde mangler] For eksempel var en meddelelse, der kom fra vest klokken 6 om morgenen, højst sandsynligt fra et vejrskib i Atlanten, og det betød at meddelelsen næsten med sikkerhed indeholdt disse "krybber". Fra dette tidspunkt kunne den tyske marines Enigmabudskaber læses konstant, selv efter ændringer i grundindstillingerne.[kilde mangler]
På den anden side reducerede de ny trick, som det polske system, kun antallet af mulige indstillinger.[kilde mangler] Der var stadig utallige kombinationer, og på grund af de nye skiver var variationernes antal endnu større end dem, polakkerne havde været stillet overfor. Løsningen på dette problem var, at de Allierede "industrialiserede" og fremstillede meget større versioner af den polske bomba, som kunne teste hundreder af nøgler på en gang. 
Nogle tyskere havde en mistanke om, at alt ikke var, som det skulle være med Enigma. Karl Dönitz modtog rapporter om "umulige" træfninger, som fik ham til at mistænke lækager i sit kommunikationssystem.[kilde mangler] I et tilfælde mødtes tre ubåde ved en lille ø i det Caribiske Hav, hvorefter en engelsk destroyer dukkede op, fordi den ikke kunne modstå et så fristende bytte.[kilde mangler] De slap alle tre væk og rapporterede om det hændte. Dönitz forlangte øjeblikkelig en gennemgang af sikkerheden ved Enigma. Analysen konkluderede, at hvis der var et problem, var det ikke forårsaget af Enigma som sådan.[kilde mangler] Dönitz fik alligevel udskiftet kodebøgerne, og briterne var dermed igen ude i mørket for en tid. Han blev aldrig overbevist om, at Enigma ikke var sikker.[kilde mangler] På trods af at hans egen kontraspionage "B-Dienst", som delvis havde brudt den engelske marines koder, leverede informationer, der tydede på det. Efter krigen fandt og tilbageholdt grupper fra det amerikanske TICOM-projekt et betydeligt antal tyske kryptografimedarbejdere. De fik blandt andet at vide fra dem, at de tyske kryptografer udmærket forstod, hvordan Enigmameddelelser kunne brydes. De fandt det bare umuligt at forestille sig, at nogen ville påtage sig det enorme arbejde, det krævede.

## Triton
I 1941 fandt den engelske efterretningstjeneste ud af, at den tyske marine var ved at introducere Triton, som var en ny fire-skivet Enigma, i stedet for den gamle med tre skiver.[kilde mangler] For de Allierede var det heldigt, at en ubåd i december ved en fejltagelse retransmitterede en meddelelse med Triton, før systemet var implementeret.[kilde mangler] Da de indså fejltagelsen, genudsendte de meddelelsen med den gamle tre-skivers Enigma. Det gav englænderne oplysninger nok til, at knække den ny maskine, at den var taget i brug 1. februar 1942, dette tog dog næsten et år, og gjorde de Allierede blinde for den tyske flåde. Triton-netværket fik navnet Shark. 
I 1945 kunne næsten al tysk Enigmatrafik afkodes i løbet af et par dage, og alligevel forblev tyskerne overbevist om dens sikkerhed. Hvis de havde været klar over de Allieredes fremskridt med Enigmakoden, ville de simpelthen have skiftet systemerne ud og tvunget kodebryderne til at starte forfra.[kilde mangler] Kodetrafikken blev betragtet som så sikker, at tyskerne åbent diskuterede deres planer og troppebevægelser, hvorved de forærede de Allierede store mængder meget nyttig information. Ikke al information blev brugt rigtigt. Slaget om Ardennerne kunne klart forudses i Enigmatrafikken, men informationerne blev ikke fortolket rigtigt.[kilde mangler]
Det antages almindeligvis, at afsløringen af Marine Enigmakoden medførte at krigen blev afkortet med et år, men alene virkningen på Slaget om Atlanten (1940) kan betyde, at det er en underdrivelse.[kilde mangler]

## Efter Krigen
At Enigmakoden var blevet brudt under krigen forblev en hemmelighed til slutningen af 1960'erne.[kilde mangler] Mange menneskers vigtige bidrag til krigsanstrengelserne forblev længe ukendt, og de kunne ikke få del i æren for, at de krigen blev forkortet.[kilde mangler] Efter krigsafslutningen solgte briterne og amerikanerne overskuddet af Enigma- og Enigmalignende maskiner til mange lande rundt om i verden, som var overbeviste om sikkerheden ved denne bemærkelsesværdige kodemaskine. Deres kodetrafik var ikke så sikker, som de troede, og det var naturligvis en af grundene til, at briterne og amerikanerne gjorde maskinerne tilgængelige. 
I 1966 udgav David Kahn sin bog "The Codebreakers", som beskrev erobringen af den marine Enigma fra U-505. Han fortsatte med at afsløre, at Enigmameddelelser allerede på det tidspunkt blev afkodet ved hjælp af maskiner, der fyldte adskillige bygninger. I 1970 var nyere computerbaserede kodesystemer ved at blive almindelige, efterhånden som verden i større grad gik over til computeriseret kommunikation,[kilde mangler] og brugbarheden af Enigma (og skivemaskiner i almindelighed) hastigt aftog. På det tidspunkt blev det besluttet, at "slippe katten ud af sækken", og officielle rapporter om nogle af Bletchley Parks operationer blev frigivet i 1974.[kilde mangler] Mange beretninger om disse begivenheder og andre kryptografiske hændelser fra 2. verdenskrig er publiceret siden. Flere af dem er upålidelige i mange henseender. Det er der flere årsager til: 
1. Det var ikke alle forfatterne, som havde førstehåndskendskab til alt (flere bøger er udgivet af folk som arbejdede på Ultra-siden af Bletchley Park, men der var arbejdet yderst opdelt, og det gør det vanskeligt at kreditere flere episoder, når man kun har en kilde. Historien om at Churchill med vilje ikke greb ind overfor Luftwaffebombningen af Coventry som var kendt på forhånd gennem Enigmadekryptering, er en af disse episoder; P Calvocoressis bog giver en mere troværdig beskrivelse af denne sag end Winterbothams.).[kilde mangler]
2. Arbejdet, der blev udført, var indviklet og meget teknisk (de, der ikke bryder sig om teknikaliteter, har sikkert hverken forstået detaljerne eller betydningen af dem).[kilde mangler]
3. Dokumenter er forsvundet eller ødelagt i de hemmelige arkiver, og det varede årtier at få de reddede offentliggjort. Og ingen af dem er skrevet med henblik på at skabe historisk klarhed.[kilde mangler]
4. Regeringer vælgerofte at beholde deres hemmeligheder eller at frigive dem med et formål, og ikke for offentlighedens skyld.[kilde mangler]
5. Forfattere har ofte deres egen dagsorden (mindst et tilfælde af et væv af løgne kendes vedrørende det engelske kryptoanalytiske fremskridt overfor et bestemt japansk flådekodesystem fra anden verdenskrig – det blev påstået at beretningen stammede fra de uudgivne memoirer fra en australsk kodeanalytiker, men vigtige dele af udgivelsen blev simpelthen opfundet af forfatteren).[kilde mangler]
6. Mange forfattere har ikke gjort deres hjemmearbejde (Enigmaspionen "Asch"s skæbne blev ikke kendt før Hugh Sebag-Montefiore opsporede datteren i cirka 1999).[kilde mangler]

Specielt kryptografiens nyere historie må studeres med endnu større skepsis end historie i almindelighed.[kilde mangler]

## Relaterede emner
- Kryptologi

Krypteringsmaskiner fra perioden omkring 2. verdenskrig 
- Sigaba (USA)
- Typex (UK)
- Lorenz cypher (Tyskland)
- Geheimfernschreiber (Tyskland)